# Aiora
Aiora (altgriechisch Αἰώρα, „Schaukelfest“) war eine dionysische Kultfeier im antiken Athen, die am 3. Tag der Anthesterien gefeiert wurde.
Der Sage nach war es ein Sühnefest für Erigone und ihren Vater Ikarios. Erigone  war auf der Suche nach dem unbegrabenen Leichnam ihres ermordeten Vaters lange umhergeirrt. Als sie ihn schließlich gefunden und begraben hatte, erhängte sie sich in ihrer Verzweiflung an einem Baum.
Der Gott Dionysos, dessen Helfer bei der Verbreitung des Weinbaus Ikarios gewesen war, sandte den Bewohnern Attikas einen Fluch, der bewirkte, dass zahlreiche Jungfrauen ohne ersichtlichen Grund sich in derselben Weise wie Erigone erhängten. Das Orakel des Apollon riet den Athenern schließlich, die Mörder des Ikarios zu bestrafen und ein Sühnefest zu Ehren von Erigone und Ikarios einzurichten.
Bei diesem Fest wurden junge Mädchen oder auch Puppen auf in Bäumen hängende Schaukeln gesetzt und dazu ein bestimmtes Lied (Ἀλῆτις „die Umherirrende“) gesungen, wie bei Hyginus (De astronomia 2.2) berichtet wird.